# 琴龍宏央
琴龍 宏央（ことりゅう ひろお、1972年3月2日 - ）は、兵庫県高砂市出身（入門時は千葉県市川市を出身地としていた。）で佐渡ケ嶽部屋に所属した元大相撲力士。本名は中野 克巳（なかの かつみ）。最高位は西前頭筆頭（2000年1月場所、2001年3月場所）。得意技は押し、左四つ、寄り、吊り。時に足技も見せた。O型。その風貌から「平成の野武士」の異名もあった。容貌については、「竜というより熊」とも言われている。

## 来歴
元幕下天童の長男として生まれる（のちに千葉県市川市に転居）。曾祖父は大阪相撲の千鳥川、祖父は草相撲で活躍し、4世力士といえる。
中学卒業後、呼び出し琴二に伴われ佐渡ヶ嶽部屋へ。琴中野の四股名で1987年3月場所初土俵。初土俵から4年で幕下に昇進したが、初めて幕下上位に進出した1993年5月場所を7戦全敗を喫し、直後に髷を切り落として脱走してしまった。父の説得により翻意し、翌1994年7月場所には十両に昇進した。新十両の場所はざんぎり頭であった。1996年7月場所、10年かけて入幕した後は時折見せる豪快な吊りを披露した。力士の大型化が進み昭和と比べ吊りを得意とする力士は減りつつあるが、ぽこりと腹が出た体型がそれを可能としていた。1997年1月場所、唯一の三賞である敢闘賞を受賞。1998年3月場所14日目の対敷島戦では二枚蹴りという珍しい決まり手で勝利した。
1999年1月場所では横綱の貴乃花に勝ち初金星、2000年1月場所では横綱の武蔵丸に勝ち2個目の金星。2001年初場所、武双山に下手ひねりで勝ち9勝を挙げたが、2001年3月場所の魁皇との小手投げで左肘を骨折する怪我を負い翌日から休場に入る。さらに2001年11月場所、右膝靱帯損傷、右膝半月板損傷を負い2日目から休場となった。2002年3月場所、十両で優勝。2002年9月場所、貴乃花に勝って3個目の金星を挙げ、2003年3月場所では初日から5連勝するもその後、10連敗を喫してしまった。
2004年11月場所頃から肝臓を悪くし、2005年3月場所は「肝機能障害、高血圧、糖尿病」で途中休場。場所後も体調の回復が思わしくなく、体重は20kgも落ちたという。最後は立っているのも辛かったといい、師匠に自ら申し入れて五月場所前の同年4月22日に体力の限界を理由に引退した。引退後の会見で琴龍は思い出に残る取組として2000年1月場所2日目、横綱の武蔵丸に2分半近い相撲で勝った一番を挙げた。この時を含め3度前頭筆頭まで上がっているが、三役はならなかった。
引退後は準年寄・琴龍として後進の指導に当たったが、準年寄の期限満了のため2006年4月30日付で日本相撲協会を退職した。退職後は千葉県の実家に戻り、家業を継ぎ社長となった。

## 生涯成績
- 通算成績：591勝576敗77休 勝率.506
- 幕内成績：325勝378敗62休 勝率.462
- 現役在位：110場所
- 幕内在位：51場所
- 三賞：1回
  - 敢闘賞：1回（1997年1月場所）
- 金星：3個（貴乃花2個、武蔵丸1個）
- 各段優勝
  - 十両優勝：1回（2002年3月場所）

### 場所別成績
| | 一月場所 初場所（東京） | 三月場所 春場所（大阪） | 五月場所 夏場所（東京）  | 七月場所 名古屋場所（愛知） | 九月場所 秋場所（東京） | 十一月場所 九州場所（福岡） |
| --- | ----------------------- | ----------------------- | ------------------------ | --------------------------- | ----------------------- | --------------------------- |
| 1987年 （昭和62年） | x                       | （前相撲）              | 西序ノ口36枚目 4–3       | 西序二段153枚目 3–4         | 西序ノ口11枚目 4–3      | 東序二段131枚目 3–4         |
| 1988年 （昭和63年） | 東序ノ口2枚目 4–3       | 西序二段101枚目 3–4     | 東序二段118枚目 2–5      | 東序二段156枚目 5–2         | 西序二段105枚目 5–2     | 東序二段59枚目 2–5          |
| 1989年 （平成元年） | 西序二段83枚目 4–3      | 東序二段52枚目 3–4      | 東序二段70枚目 6–1       | 西序二段4枚目 3–4           | 西序二段23枚目 3–4      | 西序二段42枚目 6–1          |
| 1990年 （平成2年） | 東三段目84枚目 2–5      | 西序二段17枚目 6–1      | 東三段目60枚目 3–4       | 西三段目80枚目 5–2          | 東三段目47枚目 4–3      | 東三段目26枚目 4–3          |
| 1991年 （平成3年） | 西三段目10枚目 5–2      | 東幕下51枚目 3–4        | 東三段目5枚目 3–4        | 東三段目20枚目 4–3          | 西三段目4枚目 4–3       | 西幕下49枚目 4–3            |
| 1992年 （平成4年） | 西幕下39枚目 5–2        | 東幕下21枚目 3–4        | 東幕下30枚目 5–2         | 西幕下14枚目 3–4            | 西幕下20枚目 6–1        | 東幕下8枚目 4–3             |
| 1993年 （平成5年） | 西幕下5枚目 4–3         | 西幕下3枚目 3–4         | 西幕下8枚目 0–7          | 西幕下43枚目 5–2            | 西幕下29枚目 6–1        | 西幕下12枚目 3–4            |
| 1994年 （平成6年） | 西幕下17枚目 6–1        | 東幕下8枚目 5–2         | 西幕下筆頭 5–2           | 西十両12枚目 6–9            | 東幕下3枚目 4–3         | 西幕下筆頭 3–4              |
| 1995年 （平成7年） | 東幕下5枚目 5–2         | 西幕下筆頭 4–3          | 西十両13枚目 9–6         | 西十両9枚目 8–7             | 西十両8枚目 8–7         | 西十両6枚目 7–8             |
| 1996年 （平成8年） | 西十両7枚目 9–6         | 東十両4枚目 10–5        | 東十両2枚目 11–4         | 東前頭15枚目 8–7            | 西前頭13枚目 8–7        | 西前頭8枚目 7–8             |
| 1997年 （平成9年） | 西前頭11枚目 10–5 敢    | 東前頭4枚目 5–10        | 東前頭8枚目 5–10         | 西前頭12枚目 8–7            | 東前頭12枚目 7–8        | 西前頭14枚目 9–6            |
| 1998年 （平成10年） | 東前頭11枚目 9–6        | 東前頭5枚目 4–11        | 西前頭10枚目 6–9         | 西前頭13枚目 9–6            | 西前頭6枚目 5–10        | 東前頭11枚目 8–7            |
| 1999年 （平成11年） | 西前頭5枚目 5–10 ★      | 西前頭10枚目 8–7        | 西前頭8枚目 5–10         | 東前頭15枚目 9–6            | 西前頭10枚目 8–7        | 西前頭6枚目 9–6             |
| 2000年 （平成12年） | 西前頭筆頭 6–9 ★        | 東前頭3枚目 5–10        | 西前頭5枚目 7–8          | 西前頭6枚目 9–6             | 西前頭筆頭 1–14         | 東前頭11枚目 8–7            |
| 2001年 （平成13年） | 西前頭7枚目 9–6         | 西前頭筆頭 1–6–8        | 東前頭10枚目 休場 0–0–15 | 東前頭10枚目 8–7            | 西前頭7枚目 9–6         | 東前頭5枚目 1–1–13          |
| 2002年 （平成14年） | 西十両筆頭 休場 0–0–15  | 西十両筆頭 優勝 12–3    | 東前頭8枚目 8–7          | 西前頭3枚目 休場 0–0–15     | 西前頭3枚目 5–10 ★      | 西前頭6枚目 7–8             |
| 2003年 （平成15年） | 西前頭8枚目 8–7         | 東前頭5枚目 5–10        | 東前頭10枚目 9–6         | 西前頭5枚目 8–7             | 東前頭3枚目 4–11        | 西前頭7枚目 7–8             |
| 2004年 （平成16年） | 東前頭9枚目 7–8         | 西前頭10枚目 8–7        | 東前頭9枚目 10–5         | 東前頭3枚目 4–11            | 東前頭8枚目 7–8         | 東前頭9枚目 8–7             |
| 2005年 （平成17年） | 西前頭7枚目 4–11        | 西前頭12枚目 0–4–11     | 十両8枚目 引退 –         | x                           | x                       | x                           |
| 各欄の数字は、「勝ち-負け-休場」を示す。 優勝 引退 休場 十両 幕下 三賞：敢=敢闘賞、殊=殊勲賞、技=技能賞 その他：★=金星 番付階級：幕内 - 十両 - 幕下 - 三段目 - 序二段 - 序ノ口 幕内序列：横綱 - 大関 - 関脇 - 小結 - 前頭（「#数字」は各位内の序列） |                         |                         |                          |                             |                         |                             |

### 幕内対戦成績
| 力士名 | 勝数 | 負数 | 力士名   | 勝数 | 負数 | 力士名   | 勝数 | 負数 | 力士名   | 勝数 | 負数 |
| ------ | ---- | ---- | -------- | ---- | ---- | -------- | ---- | ---- | -------- | ---- | ---- |
| 蒼樹山 | 8(1) | 7    | 安芸乃島 | 2    | 7    | 安芸ノ州 | 4    | 1    | 曙       | 0    | 6    |
| 朝青龍 | 1    | 4    | 朝赤龍   | 2    | 5(1) | 朝乃翔   | 7    | 4    | 朝乃若   | 12   | 14   |
| 旭豊   | 3    | 1    | 安馬     | 0    | 1    | 安美錦   | 3    | 2    | 岩木山   | 1    | 2    |
| 潮丸   | 2(1) | 0    | 皇司     | 5    | 4    | 大碇     | 1    | 0    | 大日ノ出 | 1    | 3    |
| 小城錦 | 7    | 7    | 魁皇     | 0    | 9    | 海鵬     | 10   | 13   | 垣添     | 1    | 3    |
| 春日王 | 4    | 0    | 春日錦   | 2    | 0    | 巌雄     | 4    | 7    | 稀勢の里 | 2    | 1    |
| 北桜   | 0    | 1    | 旭鷲山   | 11   | 8    | 旭天鵬   | 9    | 7    | 旭道山   | 1    | 0    |
| 金開山 | 4    | 0    | 剣晃     | 1    | 3    | 五城楼   | 7    | 3    | 黒海     | 0    | 1    |
| 小錦   | 1    | 4    | 敷島     | 6    | 12   | 十文字   | 7    | 4    | 戦闘竜   | 0    | 1    |
| 大至   | 3    | 2    | 大善     | 4    | 1    | 大飛翔   | 2    | 1    | 貴闘力   | 5    | 4    |
| 隆の鶴 | 1    | 2    | 貴ノ浪   | 2    | 10   | 貴乃花   | 2    | 4    | 隆乃若   | 6    | 3    |
| 高見盛 | 3    | 3    | 豪風     | 3    | 1    | 玉春日   | 6    | 8    | 玉乃島   | 3    | 7    |
| 玉力道 | 1    | 2    | 千代大海 | 2    | 7    | 千代天山 | 5    | 4    | 出島     | 6    | 11   |
| 寺尾   | 5    | 8    | 出羽嵐   | 1    | 0    | 闘牙     | 4    | 9(1) | 時津海   | 11   | 6    |
| 時天空 | 0    | 1    | 土佐ノ海 | 3    | 9    | 栃東     | 2    | 6    | 栃栄     | 3(1) | 6    |
| 栃乃洋 | 3    | 10   | 栃乃花   | 2    | 1    | 栃乃和歌 | 6    | 5    | 豊桜     | 2    | 1    |
| 豊ノ島 | 1    | 1    | 浪乃花   | 2    | 0    | 濵錦     | 1    | 0    | 濱ノ嶋   | 7    | 7    |
| 追風海 | 4    | 4    | 春ノ山   | 2    | 0    | 肥後ノ海 | 7    | 7    | 普天王   | 2    | 1    |
| 武雄山 | 4    | 3    | 北勝力   | 3    | 8    | 舞の海   | 3    | 2    | 三杉里   | 2    | 1    |
| 水戸泉 | 6    | 5    | 湊富士   | 8    | 7    | 雅山     | 6    | 9(1) | 武蔵丸   | 1    | 6    |
| 武双山 | 5    | 8    | 大和     | 3    | 0    | 燁司     | 3    | 1    | 力櫻     | 5    | 0    |
| 露鵬   | 0    | 1    | 若光翔   | 1    | 0    | 若孜     | 1    | 0    | 若兎馬   | 2    | 1    |
| 若の里 | 2    | 8    | 若ノ城   | 3    | 4    | 若乃花   | 0    | 2    | 和歌乃山 | 2    | 7    |

## 改名歴
- 琴中野 克巳（ことなかの かつみ）1987年三月場所 - 1993年一月場所
- 琴龍 宏央（ことりゅう ひろお）1993年三月場所 - 2005年五月場所

## 年寄変遷
- 琴龍 宏央（ことりゅう ひろお 準年寄）2005年4月22日 - 2006年4月30日（任期満了、退職）

## エピソード
- 現役時代は毎日、その日の稽古や本場所での取組などで気づいたことなどを熱心に記録し、それを次に生かすという、知性派関取として有名だった（俗に「琴龍ノート」）。また、研究のために頻繁にVTRを見るため、何度もビデオデッキを買い換えている。
- 「平成の野武士」というニックネームは、雑誌『相撲』の中で自らが募集し、数多くの作品の中から本人が選んだもの。
- 髷を切って逃げ出したとき、父が関取を目前にして怪我をし、相撲を辞めたいきさつを聞かされ（このとき、父の涙を初めて見たという）、戻る決意を固めた。父は自分と同じ道を歩む息子に対し、場所中にも電話などでアドバイスを送っていた。
- プロレスリング・ノアの力皇猛（元前頭・力櫻）と新入幕の場所が同じであり、現役時代はライバルながらも仲良しであった。しかし力櫻は1997年九月場所前、鳴戸親方（元横綱・隆の里）と及び女将らとの確執で、挙句の果て力櫻自ら鳴戸部屋を飛び出して行方をくらました後、同年九月場所直後に突如現役引退を表明。その頃琴龍は「（力櫻の）携帯電話に何度掛けても繋がらず、全く連絡が取れない。どうしたんだろう」と心配していたという。
- また元大関霧島の陸奥親方の現役最後の対戦相手でもある。吊りを得意とした霧島に吊りで引導を渡したことは当時の大相撲放送で、感慨深く語られた。尚、琴龍の父は元井筒部屋所属で、引退と入門に開きがあるので接点はないものの、霧島にとっては部屋の大先輩に当たる。
- 平成11年夏場所は西前頭8枚目で5勝10敗と負け越したものの、翌平成11年名古屋場所では幕尻の東前頭15枚目まで運悪く番付を下げてしまった。
- 趣味は野球、サーフィン、パソコン、スニーカー・腕時計収集、ギターなど多趣味なことで有名だった。